# Aci Trezza
Aci Trezza, auch Acitrezza, ist eine Fraktion der Gemeinde Aci Castello in der Metropolitanstadt Catania in der italienischen Region Sizilien. Die Gemeinde liegt an der Ostküste Siziliens am Ionischen Meer. Vor der Küste liegen die Zyklopeninseln. 

## Geschichte
Aci Trezza war ursprünglich ein kleines Fischerdorf, das sich auf Grund des schönen Strandes zu einem Ausflugsziel der Bewohner Catanias entwickelte.  
Im Jahre 1948 wurde in Aci Trezza unter der Regie von Luchino Visconti der Film La terra trema mit einheimischen Darstellern gedreht. Der Film basiert auf Giovanni Vergas Roman Die Malavoglia, der das harte Leben der Fischer schildert. Auch ein Teil von Vergas Geschichten der Cavalleria rusticana (sizilianische Bauerngeschichten) beziehen sich auf Aci Trezza. Sie dienten als Grundlage für die gleichnamige Oper Cavalleria rusticana von Pietro Mascagni.

## Sehenswertes
In der Casa del Nespolo befindet sich ein kleines Museum. Von dort aus werden „Literarische Touren“ zu den Schauplätzen des Romans und des Films veranstaltet.

## Galerie

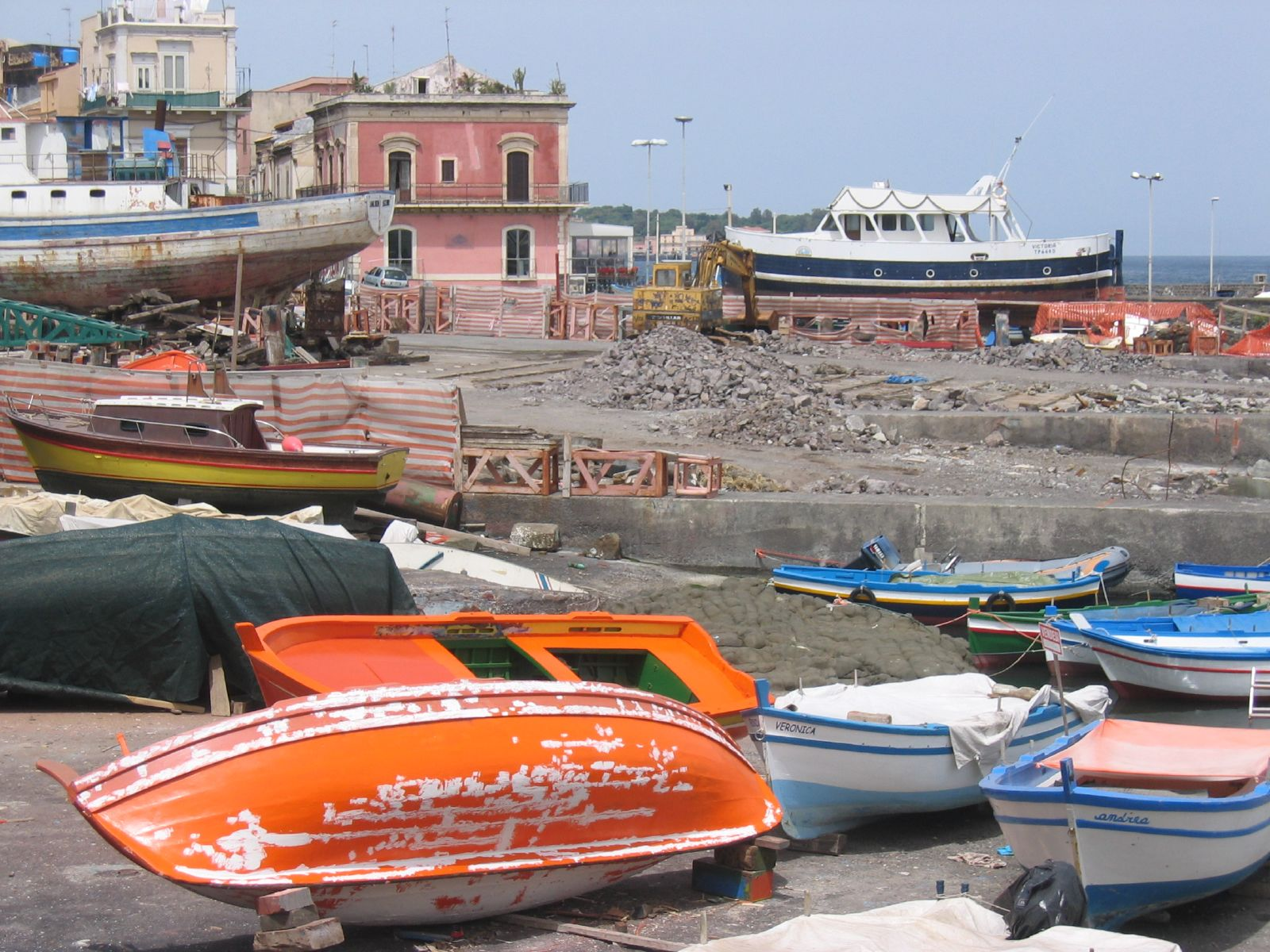
Im Hafen von Aci Trezza
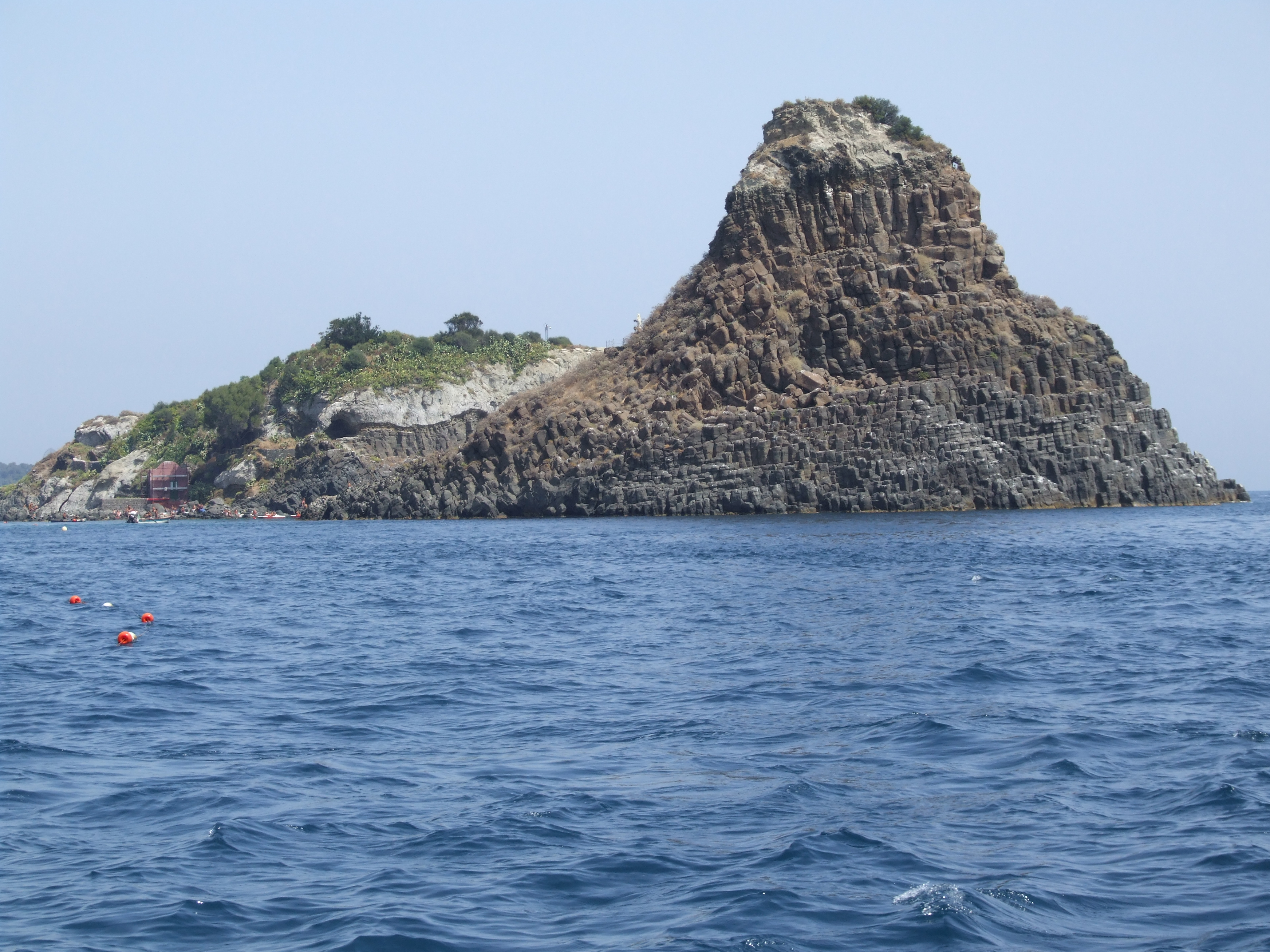
Lachea, Hauptinsel der Zyklopen
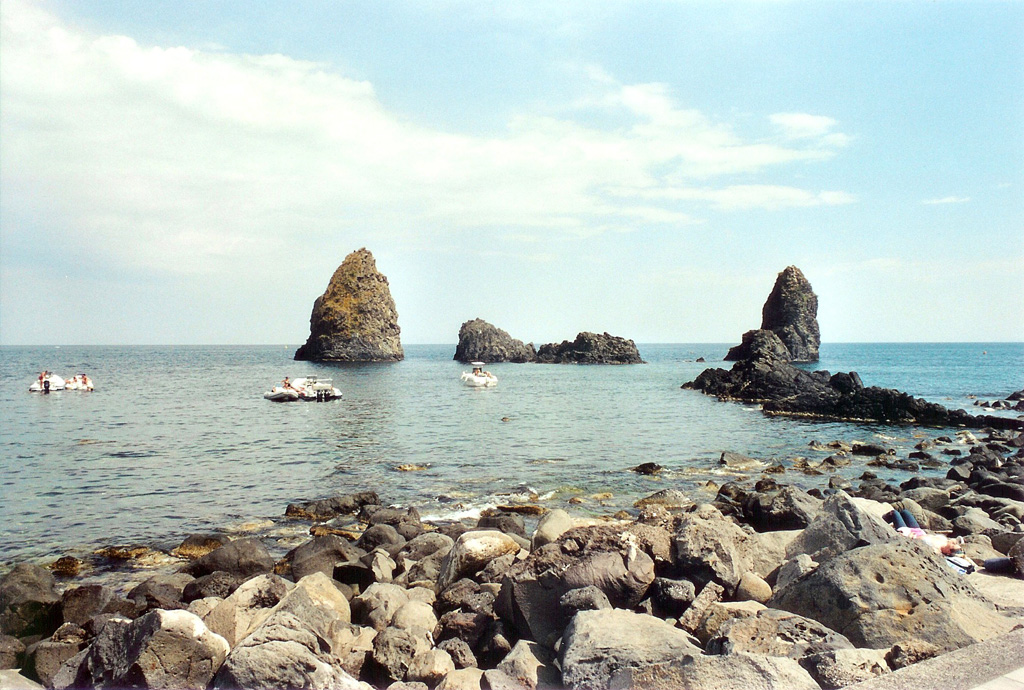
Kleinere Felsen im Süden der Zyklopen
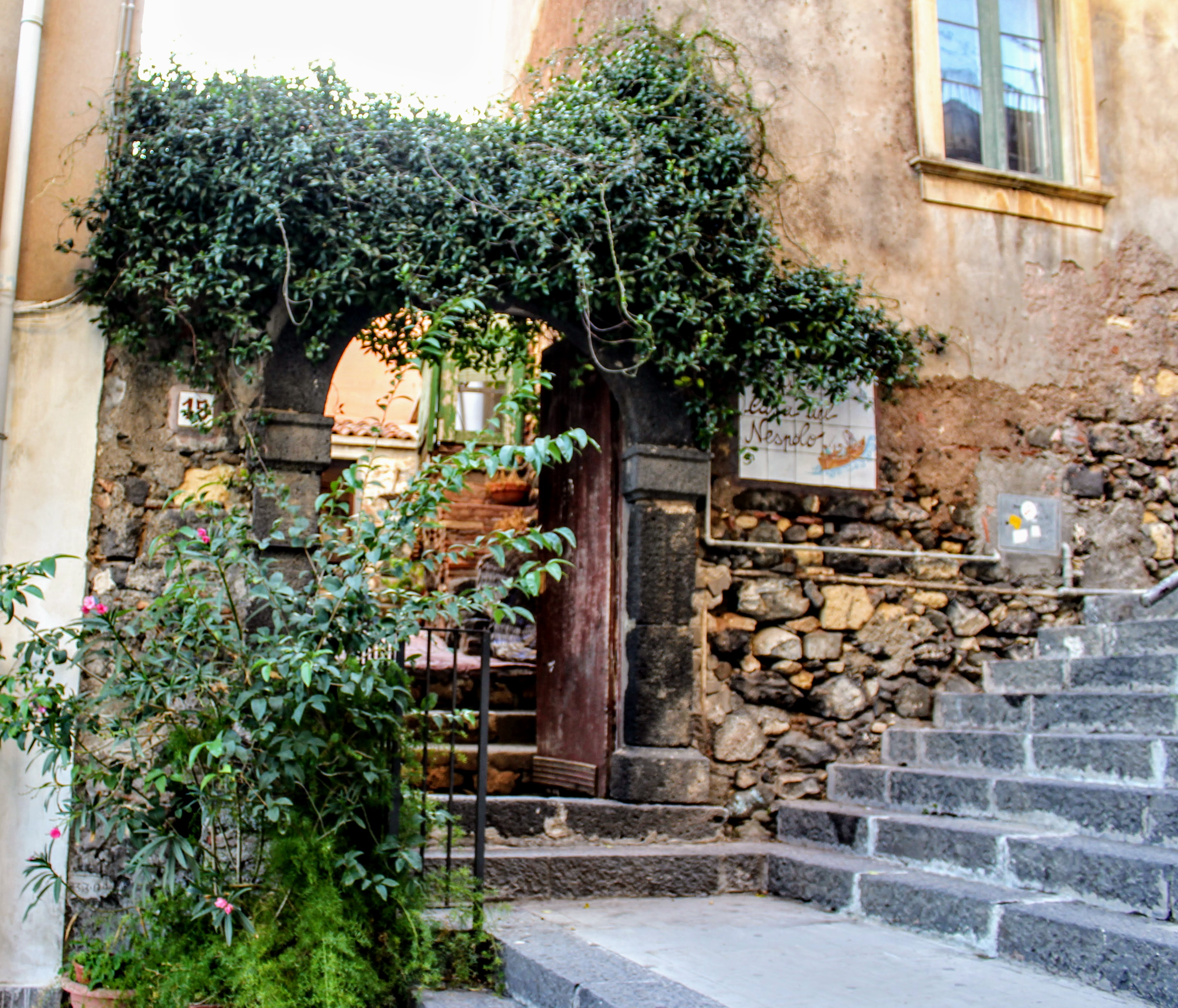
Casa del Nespolo